# Kanat al-Ghurra
Kanat al-Ghurra – wieś w Syrii, w muhafazie Aleppo, w dystrykcie Manbidż. W 2004 roku liczyła 1297 mieszkańców.